# Discworld (jeu vidéo)
Pour les articles homonymes, voir Discworld.
Discworld est un jeu d'aventure graphique basé sur l'univers du Disque-monde sorti sur PC en 1995. Il a été développé par Perfect Entertainment.
Il a pour suite Discworld II : Mortellement vôtre !. Par ailleurs, un autre jeu d'aventure basé sur l'univers du Disque-monde est sorti, Discworld Noir, mais cette fois-ci sans Rincevent dans le rôle principal.

## Scénario
Dans ce jeu, le joueur incarne Rincevent, un magicien pas très futé, et dénué de tout talent magique.
L'histoire débute sur le Disque-monde, dans les murailles de l'Université de l'Invisible de la ville d'Ankh-Morpork. Rincevent va se voir attribuer une enquête spéciale. Cette enquête portera sur une secte satanique, invoquant un dragon. Mais pourquoi déranger l'université invisible et ses magiciens hors pair pour un bête dragon, alors qu'un simple aventurier mortel suffirait.
Le joueur doit explorer les dédales de cette université pas comme les autres et interroger les magiciens toujours occupés à manger et dormir afin de récolter tout le nécessaire pour affronter la suite de l'enquête, avant de partir visiter la ville d'Ankh-Morpork.

## Équipe de développement
- Producteur : Angela Sutherland
- Scenario et réalisation : Gregg Barnett
- Voix : Rob Brydon, Eric Idle, Jon Porter, Kate Robins, Tony Robinson
- Programmation Tinsel Game System : Mark Roll, John Young
- Création du jeu : Gregg Barnett, Dave Johnston
- Dialogues : Paul Kidd
- Réalisateur artistique : Paul Mitchell
- Illustrations décors : Nick Pratt
- Character Design : John Millington, Simon Turner
- Lead Animation : Simon Turner
- Animation : John Cassells, Karl D'Costa, Warren Hawkes, Paul Mitchell, Steve Packer, David Swan, Ben Willsher
- Musique : Rob Lord
- Son : Mark Bandola

## Rapport aux romans
Le scénario du jeu est en partie inspiré de Au Guet !, le huitième livre des Annales du Disque-monde, les personnages des gardes étant remplacés par Rincevent.
Les habitués des romans ont plus ou moins participé à la réalisation du jeu : Josh Kirby pour la couverture du jeu (le dessus de la boîte), Stephen Briggs pour la réalisation et l'illustration du manuel (certaines parties semblent d'ailleurs extraites du Vade-Mecum) et Patrick Couton pour la traduction du manuel.

## Accueil
- Adventure Gamers : 3,5/5[2]
- PC Team : 90 %[3]